# Saint-Georges-Antignac
Saint-Georges-Antignac település Franciaországban, Charente-Maritime megyében. Lakosainak száma 407 fő (2022. január 1.). Saint-Georges-Antignac Clam, Clion, Lussac, Marignac, Mosnac, Saint-Germain-de-Lusignan és Saint-Grégoire-d’Ardennes községekkel határos.

## Népesség
A település népessége az elmúlt években az alábbi módon változott:
| Lakosok száma | 382  | 380  | 386  | 379  | 385  | 390  | 391  | 399  | 407  |
|               | 2013 | 2015 | 2016 | 2017 | 2018 | 2019 | 2020 | 2021 | 2022 |